# Schaffhouse-sur-Zorn
Schaffhouse-sur-Zorn korábbi község Franciaországban, Bas-Rhin megyében. Lakosainak száma 407 fő (2018. január 1.). Schaffhouse-sur-Zorn Duntzenheim, Hochfelden, Hohfrankenheim, Ingenheim és Mutzenhouse községekkel határos.
2017. január 1-jén a korábbi Hochfelden községgel egyesült és az így létrejött Hochfelden új község része lett.

## Népesség
A település népessége az elmúlt években az alábbi módon változott:
| Lakosok száma | 405  | 414  | 407  | 407  |
|               | 2013 | 2015 | 2017 | 2018 |